# Michal Olšiak
Michal Olšiak, né en 1978 à Žďár nad Sázavou, est un sculpteur et peintre tchèque.